# Верхнеякорная Щель
Верхнеяко́рная Ще́ль — село в Лазаревском районе муниципального образования «город-курорт» Сочи Краснодарского края. Входит в состав Верхнелооского сельского округа.

## География
Селение расположено в центральной части Лазаревского района города-курорта Сочи, в междуречье рек Хаджиек и Хаджипсе. Находится в 33 км к юго-востоку от посёлка Лазаревское, в 40 км к северо-западу от Центрального Сочи и в 257 км к югу от города Краснодар (по дороге). Расстояния до Чёрного моря от села составляет 2 км.
Граничит с землями населённых пунктов: Якорная Щель на юго-западе и Беранда на юго-востоке.
Верхнеякорная Щель расположена в предгорной зоне Причерноморского региона. Рельеф местности в основном холмистый с ярко выраженными колебаниями относительных высот. Население села в основном размещено полосой от реки Хаджиек до Хаджипсе. Средние высоты на территории села составляют около 48 метров над уровнем моря. В верховьях реки Хаджиек расположена гора Суэтха (538 м).
Гидрографическая сеть представлена бассейном реками Хаджиек и Хаджипсе, которые недалеко от нижней окраины села сливаются в одну реку. В пределах села они принимают в себя несколько речек.
Климат на территории села влажный субтропический. Среднегодовая температура воздуха составляет около +13,5°С, со средними температурами июля около +23,0°С, и средними температурами января около +6,0°С. Среднегодовое количество осадков составляет около 1400 мм. Основная часть осадков выпадает в зимний период.

## История
До 1864 года долины рек Хаджипсе и Хаджиек населяло один из убыхских обществ — Хизе. После окончания Кавказской войны всё местное население было выселено в Османскую империю за нежелание войти в состав Российской империи.
Судя по наблюдениям русского автора А. В. Верещагина, обследовавшего в 1870 и 1873 годах казенные земли выше имения «Варданэ», указывал, что средняя и верхняя часть бассейна реки Ходжиепс, а также следующие за ней в юго-восточном направлении ущелий pек Буу, Хобза и Лоо были ранее «заселены горцами в довольно значительной степени».
Современное селение Верхнеякорная Щель было основано после Октябрьской революции в 1918 году.
По ревизии от 26 января 1923 года село числилось в составе Головинской волости Туапсинского района Кубано-Черноморской области.
В 1934 году село было передано в состав Шапсугского национального района. В 1945 году Шапсугский район реорганизован и переименован в Лазаревский район. 10 февраля 1961 года Лазаревский район включён в состав города-курорта Сочи, как один из его внутригородских районов.
С 26 декабря 1962 года по 12 января 1965 года село находилось в составе Туапсинского района. Затем обратно возвращён в состав Лазаревского внутригородского района города-курорта Сочи.

## Население
| 2002 | 2010 |
| ---- | ---- |
| 246  | ↗260 |

Национальный состав
По данным Всероссийской переписи населения 2010 года:
| Народ    | Численность, чел. | Доля от всего населения, % |
| -------- | ----------------- | -------------------------- |
| армяне   | 147               | 56,5 %                     |
| русские  | 103               | 39,6 %                     |
| украинцы | 6                 | 2,3 %                      |
| другие   | 4                 | 1,5 %                      |
| всего    | 260               | 100 %                      |

## Инфраструктура
Основные объекты социальной инфраструктуры расположены ниже по долине реки в микрорайоне — Якорная Щель.

## Экономика
Основную роль в экономике села играют садоводство, виноградорство и пчеловодство. У северной окраине села расположен крупный садоводческое хозяйство — Черноморье. Также в верховьях бассейна рек Хаджик и Хаджипсе сохранились заброшенные черкесские сады, ныне носящие название — Старые Черкесские Сады.

## Улицы
В селе всего одна улица — Арташатская.